# شاخص کروبکس
شاخص کروبکس (انگلیسی: CROBEX) شاخص بازار بورس زاگرب است، که در سال ۱۹۹۷ راه‌اندازی شد و هم‌اکنون از ۲۵ شرکت تشکیل می‌شود.